# Rewolwer Colt Navy model 1851
Colt Navy model 1851 – amerykański rewolwer kapiszonowy skonstruowany przez Samuela Colta w 1847 r. Wersja pośrednia pomiędzy modelami Dragoon i Pocket.
Znakomita część produkcji powstała w kalibrze .36 cala i z oktagonalną lufą 7 1/2cala, chociaż niewielkie partie eksperymentalne miały również kaliber .44 cala. Na zamówienie dostępne były również wersje z lufami od: 5 3/16 cala do 12 cali czy z lufami okrągłymi. Na bębnie broni wygrawerowana była scena bitwy morskiej pod Campeche pomiędzy republiką Teksasu a Meksykiem 16 maja 1843.

## Historia
Rewolwer został skonstruowany przez Samuela Colta w roku 1847. Stopniowo udoskonalano go do roku 1850, gdy został wprowadzony do produkcji seryjnej. Trwała ona nieprzerwanie aż do 1873 r., gdy do powszechnego użytku weszły już rewolwery na amunicję scaloną. Całkowita produkcja liczyła ok. 250 tysięcy sztuk w zakładach Colta w Hartford, oraz 22 tys. sztuk w europejskiej filii Colt London Armory. 
Był to pierwszy duży sukces komercyjny Colta i chociaż rewolwer z nazwy przeznaczony był dla marynarki, większą część produkcji sprzedano na rynku cywilnym i wojskom lądowym. Model ten zyskał popularność i był używany przez wiele sił militarnych świata (znalazł się także na wyposażeniu powstańców styczniowych). Wśród jego użytkowników można wymienić sławne osobistości, jak np. Dziki Bill Hickok, Doc Holliday, Richard Francis Burton, Ned Kelly i Robert E. Lee.

## Użycie w powstaniu styczniowym
W powstaniu styczniowym używano różnych typów rewolwerów, w tym używano też i rewolwerów Colt. Spośród rewolwerów Colt najpopularniejsze były rewolwery Colt Navy 1851 ze względu na fakt, że przez pewien czas produkowano je w Wielkiej Brytanii. Kopie Coltów produkowano też w Belgii. We wspomnieniach Teofila Łapińskiego można znaleźć informację o zakupie rewolwerów Colt dla powstańców styczniowych:

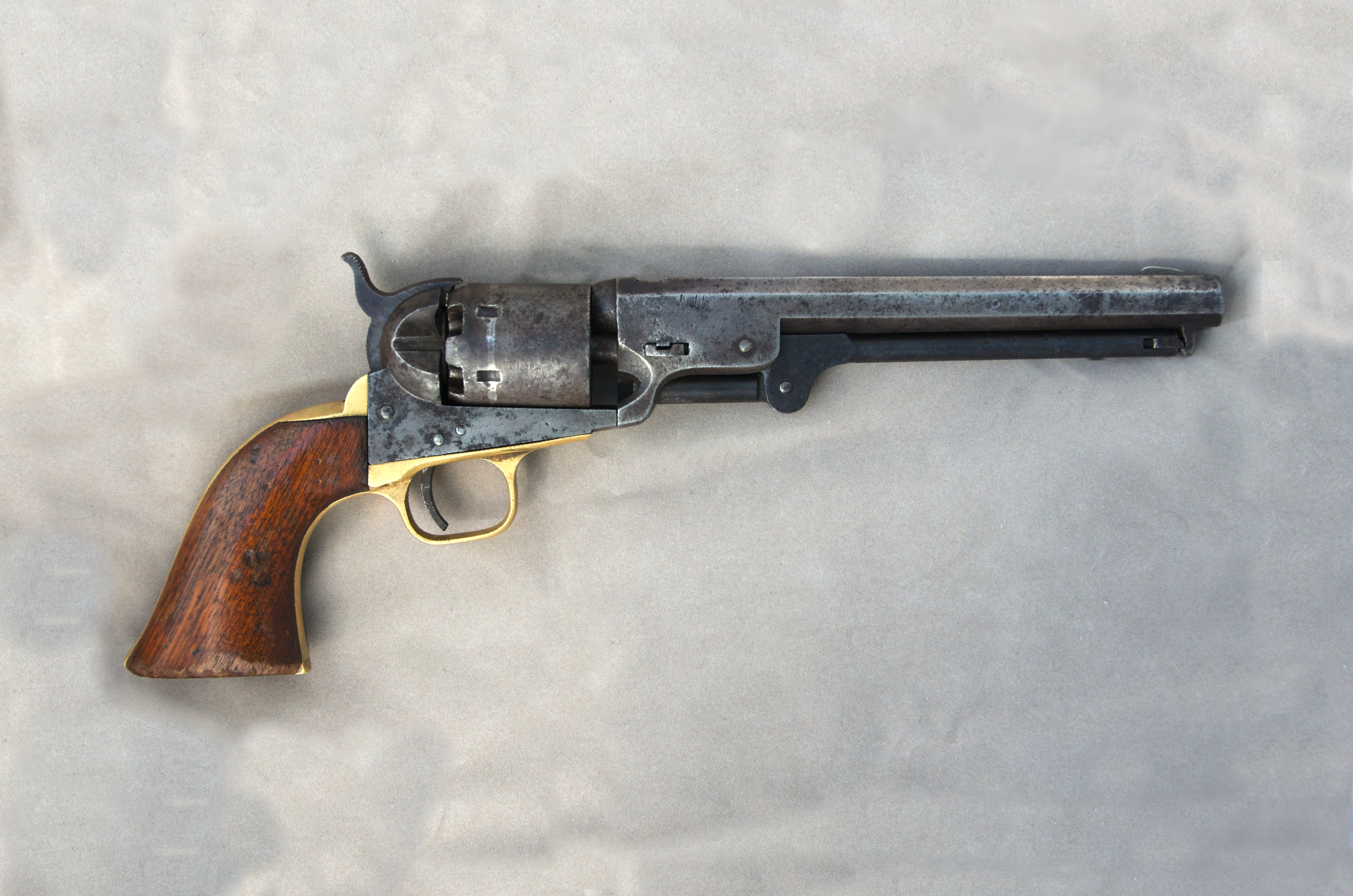
Colt Navy 1851

Jenerał Zamojski radził mi, abym się bezzwłocznie udał w Poznańskie, i tam na czele jednego z formujących się oddziałów wkroczył do Polski. Jenerał i książę Roman Czartoryski wręczyli mi cztery tysiące franków. Zakupiłem czterdzieści sztuk rewolwerów systemu Colta, i zacząłem się wybierać w drogę.